# Libocedrus plumosa
Libocedrus plumosa (Maori: kawaka) is een soort conifeer uit de cipresfamilie (Cupressaceae). De groenblijvende boom kan een groeihoogte bereiken tot 35 meter. De schors is dun en geschubd en heeft een lichtbruine tot grijsbruine kleur. Deze bladdert gemakkelijk af in lange onregelmatige, ingerolde stroken. De bladeren zijn schubachtig, gerangschikt in tegenover elkaar liggende kruisvormige paren op de scheuten.
De soort is endemisch in Nieuw-Zeeland, waar hij zowel op het Noordereiland als het Zuidereiland voorkomt. Op het Noordereiland komt de soort voor van Te Paki in het noorden tot Kawhia Harbor in het westen en Gisborne in het oosten. Verder komt de soort disjunct voor op het Zuideneiland, in het noordwesten van Nelson. De soort groeit in gemengde kust- en laaglandbossen, vaak samen met kauribomen. Komt ook voor op rotsrichels en uitlopers van gebergten. De soort staat op de Rode Lijst van de IUCN geklasseerd als 'gevoelig'.

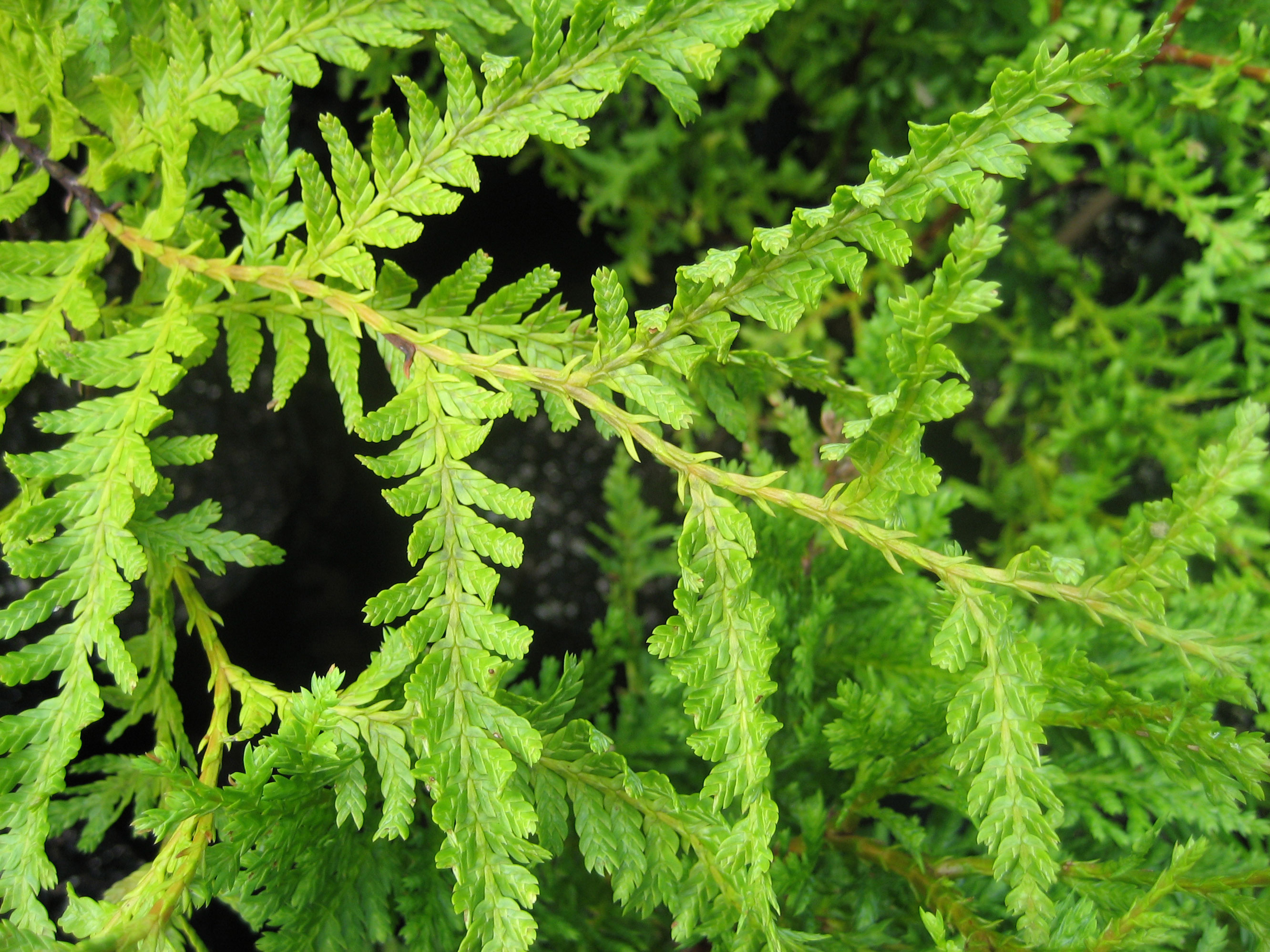
Loof